# Chambon-le-Château
Pour les articles homonymes, voir Chambon.
Chambon-le-Château est une ancienne commune française, située dans le département de la Lozère en région Occitanie. Ses habitants sont appelés les Chambonnais.

## Géographie

### Localisation
La commune se situe au nord-est du département, en limite avec la Haute-Loire. Elle est tout à fait au nord du canton de Grandrieu.

### Communes limitrophes
|                                       | Thoras (Haute-Loire) | Saint-Vénérand (Haute-Loire)            |
| Saint-Symphorien (Bel-Air-Val-d'Ance) | Chambon-le-Château   |                                         |
|                                       |                      | Saint-Christophe-d'Allier (Haute-Loire) |

### Hydrographie
De nombreux ruisseaux la sillonnent et une rivière, l'Ance, la traverse.

## Toponymie
Chambon : terrain fertile en raison qu'elle est située dans la partie concave d'un méandre riche en alluvions. Du celte gaulois cambo : courbe, méandre.

## Histoire
Elle est créée en 1835 par démembrement de Saint-Symphorien.
Le 1er janvier 2019, elle fusionne avec Saint-Symphorien pour constituer la commune nouvelle de Bel-Air-Val-d'Ance.

## Politique et administration
| Période      | Période  | Identité      | Étiquette | Qualité |
| ------------ | -------- | ------------- | --------- | ------- |
| janvier 2019 | En cours | Michel Nouvel |           |         |

| Période | Période | Identité      | Étiquette | Qualité |
| ------- | ------- | ------------- | --------- | ------- |
| 2008    | 2014    | Guy Martin    |           |         |
| 2014    | 2018    | Michel Nouvel |           |         |

## Population et société

### Démographie
L'évolution du nombre d'habitants est connue à travers les recensements de la population effectués dans la commune depuis 1836. Pour les communes de moins de 10 000 habitants, une enquête de recensement portant sur toute la population est réalisée tous les cinq ans, les populations de référence des années intermédiaires étant quant à elles estimées par interpolation ou extrapolation. Pour la commune, le premier recensement exhaustif entrant dans le cadre du nouveau dispositif a été réalisé en 2004.

En 2016, la commune comptait 291 habitants, en évolution de −0,34 % par rapport à 2010 (Lozère : +0,11 %, France hors Mayotte : +2,11 %).
| 1836 | 1841 | 1846 | 1851 | 1856 | 1861 | 1866 | 1872 | 1876 |
| ---- | ---- | ---- | ---- | ---- | ---- | ---- | ---- | ---- |
| 415  | 406  | 473  | 497  | 569  | 548  | 507  | 590  | 687  |

| 1881 | 1886 | 1891 | 1896 | 1901 | 1906 | 1911 | 1921 | 1926 |
| ---- | ---- | ---- | ---- | ---- | ---- | ---- | ---- | ---- |
| 629  | 719  | 693  | 726  | 762  | 761  | 723  | 638  | 583  |

| 1931 | 1936 | 1946 | 1954 | 1962 | 1968 | 1975 | 1982 | 1990 |
| ---- | ---- | ---- | ---- | ---- | ---- | ---- | ---- | ---- |
| 582  | 576  | 564  | 409  | 417  | 500  | 398  | 361  | 311  |

| 1999 | 2004 | 2006 | 2009 | 2014 | 2016 | - | - | - |
| ---- | ---- | ---- | ---- | ---- | ---- | - | - | - |
| 260  | 312  | 330  | 296  | 286  | 291  | - | - | - |

### Enseignement
Chambon-le-Château dépend de l'académie de Montpellier (zone A). Le village dispose d'une école primaire publique.

## Culture locale et patrimoine

### Lieux et monuments
- Le château du Fort (XIVe siècle)[8] ;

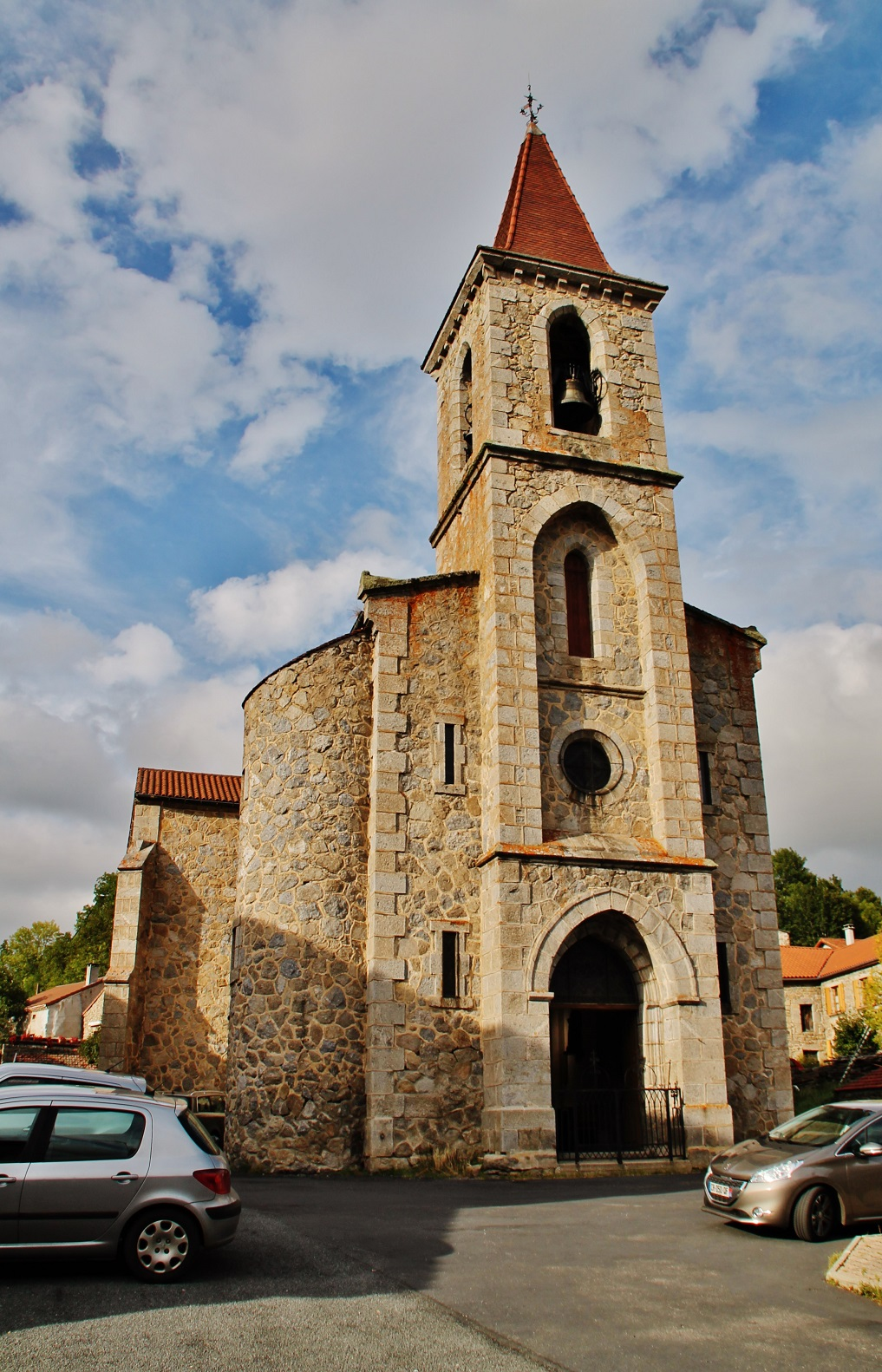
L'église paroissiale Saint-Pierre-et-Saint-Paul.

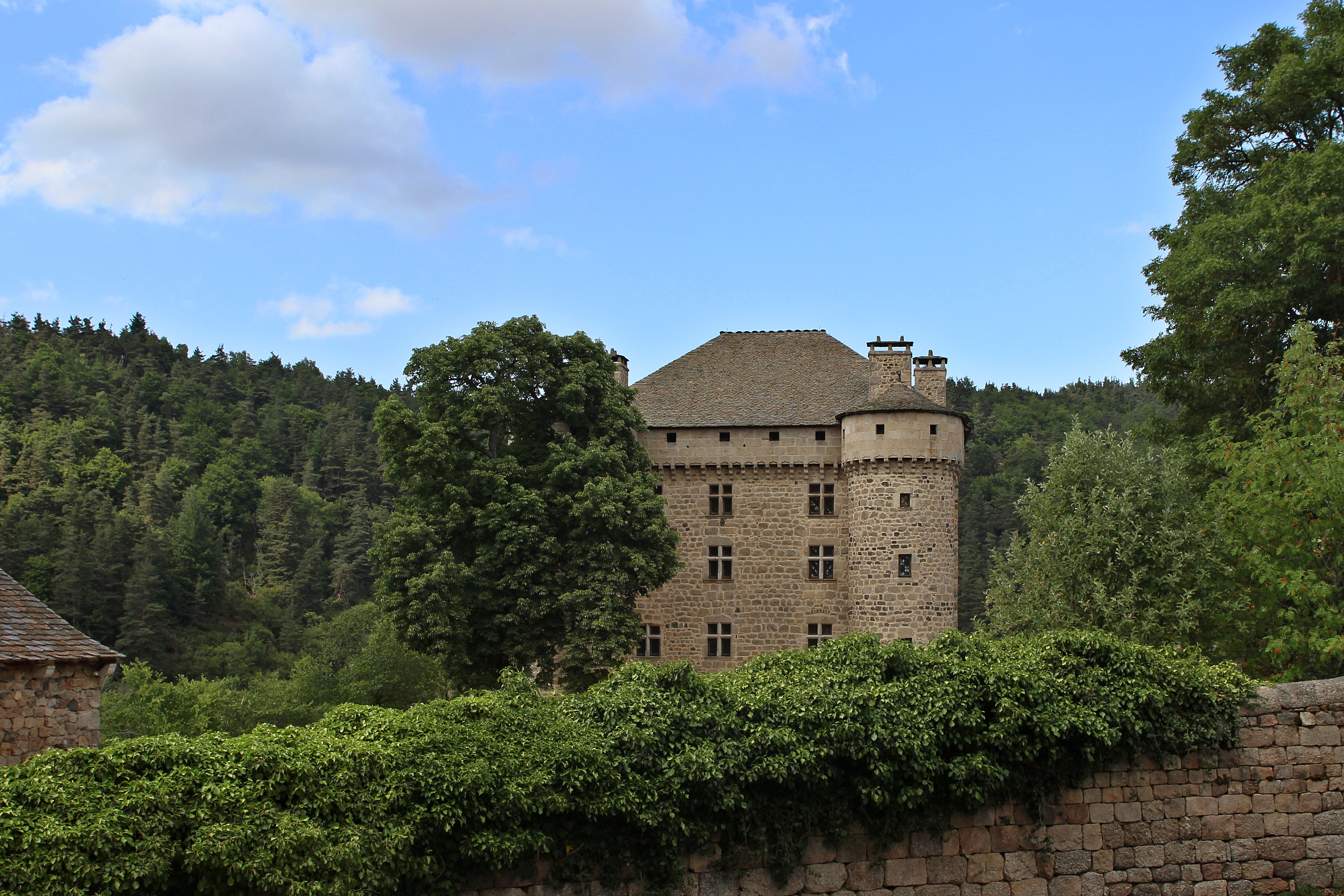
Le château du Fort.

- Le château Chirac (ou Manoir de Chambon) ;
- Le château de la Place ;
- Église paroissiale Saint-Pierre-et-Saint-Paul ;
- École.

### Personnalités liées à la commune
- François de Capellis et ses fils, Hippolyte de Capellis et Gabriel de Capellis, officiers de marine sous Louis XV et Louis XVI.
- Auguste Chirac (24 février 1806 - ?), général qui lutta pour l'indépendance de la Belgique contre les Pays-Bas en 1830.